# Plavecký Štvrtok
Plavecký Štvrtok je naseljeno mjesto u okrugu Malacky u Bratislavskom kraju u Slovačkoj.

## Stanovništvo
| Godina:     | 1993. | 2003.    | 2013.   | 2023.    |
| ----------- | ----- | -------- | ------- | -------- |
| Broj ljudi: | 1927  | 2278     | 2349    | 2619     |
| Razlika:    |       | +18,21 % | +3,11 % | +11,49 % |

| Godina:     | 2022. | 2023.   |
| ----------- | ----- | ------- |
| Broj ljudi: | 2573  | 2619    |
| Razlika:    |       | +1,78 % |

Prema podatcima o broju stanovnika iz 2023. godine naselje je imalo 2619 stanovnika.

## Vanjske poveznice
|  | Zajednički poslužitelj ima još gradiva o temi Plavecký Štvrtok |

- Službena stranica naselja (sl.)